# Anatta
Anatta (Pali) oder Anātman (Sanskrit अनात्मन् IAST anātman, deutsch ‚„Nicht-Selbst“, „Nicht-Ich“ oder auch „Unpersönlichkeit“‘) ist ein Schlüsselbegriff der buddhistischen Lehre. Damit ist grob gemeint, dass keine Existenz ein festes, unveränderliches und unabhängiges Selbst hat. Mit der Anatta-Lehre positionierte sich Buddha gegen die Ātman-Lehre hinduistischer Prägung, oder zumindest gewisse Interpretationen davon. In der buddhistischen Lehre bildet Anatta zusammen mit dukkha und anicca die drei Daseinsmerkmale der bedingten Existenz.

## Nicht-Selbst
Die buddhistische Lehre von Anatta (Pāli) bezeichnet das Nichtvorhandensein eines permanenten und unveränderlichen Selbst, eines festen Wesenskerns oder einer Seele (Atta bedeutet „das Angenommene“). Was normalerweise als „Selbst“ betrachtet wird, ist demnach eine Ansammlung von sich konstant verändernden physischen und psychischen Bestandteilen („Skandhas“). Durch das Festhalten an der Vorstellung, der jeweils erlebte, temporäre Zustand bilde eine Art unveränderlicher und dauerhafter Seele, entsteht Leiden. Die Lehre von anatta versucht, die Übenden zu ermutigen, sich von unangebrachtem Anklammern an das zu lösen, was als fester Wesenskern betrachtet wird. Denn erst dadurch – unterstützt durch ethisches Verhalten und Meditation – kann der Weg zur völligen Befreiung („Nirwana“) erfolgreich beschritten werden. Ein Mensch, der sich in dem Zustand der völligen Befreiung befindet, ein Arhat, hat die Vorstellungen und den Antrieb nach Gier, Hass und Verblendung gänzlich überwunden und ist im Zustand des Nirwana, das seine Wiedergeburt aufhebt.
Ein anderes Verständnis dieser Lehre – wie es in den Tathagatagarbha-Schriften des Mahayana als vom Buddha verkündet erläutert wird – beinhaltet, dass zwar die fünf „Skandhas“ kein festes Selbst haben, denn sie sind der Veränderung und dem Verfall unterworfen, sich aber jenseits dessen noch das ewige Buddha-Prinzip, oder die Buddhanatur („Buddha-dhatu“) befindet. Tief in jedem Wesen verborgen ist demnach das überweltliche und unvergängliche Wahre Selbst – dessen volle Wahrnehmung kann jedoch nur durch die Erleuchtung erreicht werden.
In der buddhistischen Lehre bildet Anatta zusammen mit dukkha und anicca die Drei Daseinsmerkmale der bedingten Existenz. Nachdem man die wichtigste Lehre des Buddhismus, das Bedingte Entstehen erkannt hat, sieht man diese drei Wesensmerkmale. Der Buddha wird darum auch als Anatta-vadi bezeichnet, als der Verkünder des Nicht-Selbst.
Bloß Leiden gibt es, doch kein Leidender ist da.
Bloß Taten gibt es, doch kein Täter findet sich.
Erlösung gibt es, doch nicht den erlösten Mann.
Den Pfad gibt es, doch keinen Wand'rer sieht man da.
Von Dauer, Schönheit, Glück, Persönlichkeit
Ist leer die erste und die zweite Wahrheit,
Von Ichheit leer das todlose Gebiet,
Und ohne Dauer, Glück und Ich der Pfad.

## Erläuterung

### Situation im Hinduismus. Abgrenzungen
Der Buddhismus stellte seine neue Anatta-Lehre in einen Gegensatz zu den in der damaligen Zeit vorherrschenden Lehren der Upanischaden, der Ātman-Lehre, die die Existenz einer festen Seele lehren, dar. Hier steht Atman für die unveränderliche und ewige Seele. Sie wird 
vom Jiva eingehüllt und ist nicht erkennbar. Atman repräsentiert die unsterbliche, immaterielle Seele, die nicht dem Kreislauf der Wiedergeburten unterworfen sei. Atman muss daher auch nicht befreit werden, sondern ist ewig frei. In der Erlösung (Moksha) vereinigt sich Atman mit Brahman, dem Absoluten Höchsten, dem alles zugrunde liegt. Die Anhänger „Nicht-Zweiheit“ (Advaita) gehen davon aus, dass Atman und Brahman identisch seien, eine auf ewig unzertrennbare Einheit. „Moksha“, die Erlösung, hieße deshalb, die ewige Einheit zu erkennen. Daraus ergibt sich, dass auch der Mensch Brahman, also göttlich sei, genauso wie jedes andere Lebewesen. Für das Verständnis der Anhänger der Lehre der „Zweiheit“ (Dvaita) sind Atman und Brahman, das höchste Absolut-Göttliche, auf ewig getrennt. Für die Seele ergibt sich das Ziel, nach unzähligen Wiedergeburten, in der Erlösung im bei dem Absolut-Göttlichen zu sein.
Um eine gewisse begriffliche Klarheit zu schaffen, wird das in seinem erlebten, illusionierten, temporären Zustand sich darstellende „vorübergehende Selbst“  häufig mit dem Begriffen „Ich/Selbst“ verbunden und das „ewige Selbst“  mit dem Begriff der „Seele“ gleichgesetzt.
Mit dem Begriff Maya wird die (negative) Verhüllung der unsterblichen Seele (Atman) beschrieben, die durch die Identifikation mit dem menschlichen Körper, Gedanken und Gefühlen definiert wird.

### Die buddhistischen Vorstellungen
Die buddhistische Lehre erklärt, dass alles im Leben einer kontinuierlichen Veränderung unterworfen sei und dass alles, was existiert, in Abhängigkeit von Bedingungen existiere (Bedingtes Entstehen, Pali Pratītyasamutpāda). Diese sind nicht dauerhaft. Daher gilt die Vorstellung als unwissend und illusioniert, dass irgendetwas ein dauerhaftes Selbst oder eine Seele habe.
Die Annahme eines dauerhaften und festen Selbsts ist aus buddhistischer Sicht eine der Hauptursachen für das menschliche Leid. Buddha lehrte, dass wir durch das Erkennen der Bedingten Entstehung zur Wahrnehmung der bedingten Existenz des Ichs kommen. Dies geschieht, da die einzeln entstehenden und vergehenden Ereignisse geschaut werden und erkannt wird, dass da kein Selbst vorhanden ist. So können wir unsere weltlichen Begierden loslassen und über das Leid hinauswachsen. Buddha hat oft betont, dass alles Anhaften an die Vorstellung eines festen Selbsts auf der Unwissenheit über die vier Edlen Wahrheiten mit ihren drei Daseinsmerkmalen und zwölf Bestandteilen beruht. 
Die Lehren des Buddha beruhen auf der direkten Erkenntnis der Wahrheit und sie beinhalten daher kein Konzept von einem Selbst, welches erschaffen sein könnte durch Geburt, Imagination, Spekulation, metaphysische Studien oder durch eine Selbst-Identifikation. Die fünf Skandhas (Körper, Empfindungen, Wahrnehmungen, Geistesformationen, Bewusstsein) sind in diesem Zusammenhang sehr wichtig, weil ein Individuum ein Begehren, Anhaften, Upadana (Sanskrit उपादान IAST upādāna) an diese Skandhas formt und sich damit identifiziert. Wenn ein Praktizierender sein Begehren nach allen fünf Skandhas durch meditative Einsicht überwunden hat, erlebt er die Freude des Nicht-Anhaftens und verweilt in Weisheit. Buddha hat deutlich erklärt, dass alle fünf Skandhas unbeständig seien, genauso wie eine brennende Flamme unbeständig und dem ständigen Wechsel unterworfen sei.
Im Gegensatz dazu bezieht eine Minderheit innerhalb der Mahayana-Tradition die buddhistische Lehre von Anatta nur auf die kurzlebigen Elemente der fünf Skandhas eines Wesens, jedoch nicht auf die verborgene und unsterbliche Buddha-Natur. Gemäß den Mahayana-Lehren existiert die Buddha-Natur in den Tiefen des Geistes eines jeden Wesens (siehe dazu den Abschnitt „Anatta in den Tathagatagarba Sutras“).
Die Frage, was mit einem Buddha (vollständig erleuchteten Wesen) nach dem Tod geschieht, hat Buddha Shakyamuni (Siddhartha Gautama) als spekulativ angesehen und nicht beantwortet.
Die drei Wesensmerkmale der Wirklichkeit sind Anatta sowie Anicca, als Vergänglichkeit  und Dukkha als Leid, übersetzbar. Im Buddhismus wird eine individuelle Einzelseele negiert, die in ihrer Allumfasstheit als eigenständige (dingliche) Instanz dem gegenübersteht, was sie selbst nicht ist. Hierdurch wird Anatta häufig auch durch den Begriff „Ich-Selbstlosigkeit“ übersetzt. Im umfassenderen Sinne beschreibt Anatta die „Uneigenständigkeit“, also die Abhängigkeit aller objektivierbaren Tatsachen. Hierzu zählen dann die Gedanken, Impulse und Gefühle einer Person die als vergängliche Inhalte des Bewusstseins sichtbar werden können.

## Verständnis
Schüler des Buddhismus stehen manchmal vor dem intellektuellen Dilemma, dass die Lehre von Anatta und die Lehre der Wiedergeburt einander auszuschließen scheinen. Wenn es kein Selbst gibt, keine dauerhafte Essenz einer Person, was wird dann wiedergeboren? Buddha diskutierte dies in einem Gespräch mit einem Brahmanen namens Kutadanta (Kūtadanta Sutta, 5. Lehrrede im Dígha Nikaya).
Es ist demnach lediglich der karmische Impuls, der die Verbindung zwischen den einzelnen Leben herstellt. Es gibt keine Substanz, die übertragen wird. Wie bei einer brennenden Kerze, der das Wachs ausgeht, wird in dem Moment des Verlöschens eine neue Kerze an der Flamme entzündet. So bleibt die Flamme erhalten, der Brennstoff ist ein neuer.
Einige Buddhisten sagen, dass es nicht schwieriger sei zu verstehen, wie „Ich“ sterben und wiedergeboren werden kann, als zu verstehen, wie „Ich“ noch genau dieselbe Person sein kann, die sie vor ein paar Minuten war. Für Fortgeschrittene in der buddhistischen Geistesschulung besteht keine Identität vom jeweils jetzigen Selbst mit dem Selbst, das es noch vor einigen Minuten gab; und es gibt auch keine Identität des Selbst, das gerade jetzt existiert, mit dem Selbst, das noch vor einigen Leben existierte. Verbunden sind sie nur durch eine Kontinuität der Veränderung, nicht jedoch durch eine feste Substanz. Gleichsam ein fließender Fluss, der schon eine Minute später ein anderer ist.
Eine Schwierigkeit hinsichtlich des Begriffs „Anatta“  besteht darin, dass er einerseits als „direkte Negation eines Ichs/Selbst“ interpretiert und verstanden wird, zum anderen  als Ausdruck für die Verneinung nur einer „falschen Vorstellung vom Ich/Selbst“, das von einem „wahren Selbst“ geschieden sei und das durch einen Arhat erlangt werden könne, interpretiert wird.
Eine weitere Schwierigkeit beim Verständnis der Lehre von Anatta ist, dass sie der Vorstellung von der Buddhalehre als einem Pfad der Praxis widerspricht. Aus der Lehre von Anatta kann man ableiten, dass es niemandem möglich sein kann, sich selbst vom Anhaften zu befreien. Da es kein Selbst gibt, kann das Selbst kein Selbst befreien. Man befreit sich also 'bloß' von der Wahrnehmung des Selbst.

## Anatta (Anātman) in den Tathagatagarbha Sutras
Das Verständnis des „Nicht-Selbsts“ (hier in Sanskrit Anatman genannt) in den Mahayana-Schriften der „Tathagatagarbha“-Sutras unterscheidet sich von anderen Interpretationen und ist daher bemerkenswert: Die Lehre, die in diesen Texten vom Buddha präsentiert wird, stellt klar, dass es nur die vergänglichen Elemente (Skandhas) eines empfindenden Wesens sind, welche das „Nicht-Selbst“ („Anatman“) darstellen, während die tatsächliche Realität, die innewohnende Essenz (Svabhava) des Wesens nicht weniger ist als das Buddha-Prinzip („Buddha-dhatu“ – „Buddha-Prinzip“ oder „Buddhanatur“): selbst, rein und todlos. Im „Mahayana Mahaparinirvana Sutra“ wird dieses innewohnende, unsterbliche Buddha-Element als das „wahre Selbst“ bezeichnet. Es wird nicht durch die Wiedergeburt beeinflusst, ist immer vollkommen makellos, strahlend rein und wartet auf die Entdeckung in den Tiefen des verunreinigten Alltagsbewusstseins eines jeden Wesens. Im „Tathagatagarbha Sutra“ erklärt der Buddha, dass er mit seinem Buddha-Auge dieses verborgene Buddha-Juwel in jedem Wesen sehen kann.
Der Buddha: „Verborgen in den Klesas (mentalen Verunreinigungen) von Gier, Hass und Verblendung sitzt erhaben und unbeweglich die Weisheit des Tathagatas (des Buddha), die Wahrnehmung des Tathagatas und der Körper des Tathagatas [...] alle Wesen, obwohl in ihnen alle Formen der geistigen Verunreinigungen gefunden werden können, haben ein Tathagatagarbha (eine Buddha-Essenz), welches für alle Zeiten vollkommen rein ist, und das gesättigt ist mit Tugenden, welche sich nicht von meinen Tugenden unterscheiden“ (Lopez, 1995, S. 96). Folglich bekommt die Lehre vom „Nicht-Selbst“ eine kontroverse Darlegung in den Tathagatagarbha-Sutras, in denen sie nur als relative Tatsache, aber nicht als absolute Wahrheit dargestellt wird.